# أراغة
أراغة هو أحد واديان اليمن، يتدفق عبر محافظة أبين. عبر بلدة القوس.